# Савезничко бомбардовање Краљева (1944)
Савезничко бомбардовање Краљева било је део операције Ратвик, током које је савезничко ваздухопловство, уз помоћ посебно додељених јединица НОВЈ бомбардовало виталне комуникације у Југославији, како би спречили повлачење немачке Армије Е. Краљево са околином је у току 1944. године било бомбардовано у више наврата, у периоду од 22. јула до 19. септембра. Процењује се да су у овом периоду страдала 72 становника Краљева, а начињена је и велика материјална штета.

## Позадина
Србија је у завршној фази Другог светског рата постала кључна земља на Балкану захваљујући свом географском положају. Са једне стране, Немци су желели да спрече продор већег броја јединица НОВЈ у Србију, као и да заштите јужно крило својих трупа од очекиваног продора Црвене армије. Са друге стране, савезници су у овом периоду појачано бомбардовали све војне и индустријске циљеве у Немачкој, али и у земљама чије су индустрије радиле за немачке војне потребе. Такође, они су желели да спрече повлачење немачке Армије Е, која се налазила у Солуну на челу са генералом Лером и која би се повлачила Моравско-вардарском долином, преко Србије.
Начелници савезничких штабова одобрили су 1. јуна 1944. године оснивање Балканског војног ваздухопловства (Balkan Air Force, скраћено BAF), а током јула су представници НОВЈ управо код ове команде тражили бомбардовање циљева у Југославији. Договори Јосипа Броза са савезницима у Казерти су у августу 1944. године резултирали операцијом Ратвик, чији је циљ било спречавање повлачења Армије Е. Главни удар је био усмерен на циљеве дуж старог Цариградског друма, односно пута који је повезивао Беч са Цариградом, пролазећи кроз Будимпешту, Београд и Ниш.
Одлуке команде Балканског војног ваздухопловства о бомбардовању циљева у Србији доношене су у кординацији са НОВЈ, али и мимо ње. Ваздушна дејства у периоду од јула до септембра су била у садејству са напредовањем снага НОВЈ на терену. Након губитка Ниша октобра 1944. године, Краљево се нашло на једином могућем путу немачког повлачења, који је водио преко Косова ка Вишеграду и Сарајеву. Ипак, упркос савезничком бомбардовању није било спречено концентрисање готово свих немачких снага на подручју око Краљева, као ни дуге и тешке борбе, које су тек након 42 дана резултирале ослобођењем града. Немци су формирали мостобран око Краљева у дужини од 35 километара како би обезбедили уредно повлачење своје Армије Е. Овакав развој ситуацији у октобру је навео Броза да не прихвати британски предлог о даљем бомбардовању Краљева, Приштине и других градова који је требало да ускоро буду ослобођени. Тако је Краљево било поштеђено даљих бомбардовања.
Поред савезничког бомбардовања, велику материјалну штету су начинили и Немци током повлачења. Уништени су пруга Краљево-Косовска Митровица, аеродром, водени торањ, железничка станица и мостови на Ибру, Рибници и Западној Морави.

## Бомбардовање Краљева
Није могуће тачно утврдити колико су пута савезници бомбардовали Краљево, јер се у изворима под бомбардовањем Краљева подразумевају и бомбардовања околних насеља чак и онда када само градско језгро није било гађано. Главни циљеви савезничког бомбардовања Југославије су били авиоиндустрија и аеродроми, тако да је у току 1944. године бомбардован војни аеродром у Краљеву. Са друге стране, Државна фабрика авиона је готово престала са радом након што је велики број њених радника стрељан октобра 1941. године. Немци су највећи део машина вратили у матичну фабрику у Немачку, а део је био поклоњен Бугарима 1942. године. Процењује се да је око 40% предратне авиоиндустије било уништено током рата од стране окупатора и савезничког бомбардовања. Немачка противваздушна одбрана је била слаба. Налазила се на Грдичкој коси, брду изнад града, али је ретко када могла да погоди савезничке авионе, који су летели на висини од преко 5000 метара. Уколико би неки авион и био погођен, посада је искакала на територији околних планинских села, а локално становништво је тим посадама пружало уточиште и крило их од немачких потера. Главни циљ савезничких авиона на подручју Краљева је била железница, јер је управо њом било планирано повлачење немачких трупа.

### Хронологија

#### 22. јул 1944.
У преподневним часовима је бомбардована железничка пруга у Шумарицама, која је спајала Краљево и Крагујевац. По подацима листа Ново време у Краљеву је бомбардована железничка станица, и том приликом је страдало 30 цивила (али ово није потврђено у другим доступним документима). Био је погођен и путнички воз који је сабраћао између Краљева и Чачка. У том нападу је четворо људи погинуло, а 12 је било рањено. Бомбардовано је и село Витановац, а у том нападу је било више жртава. Милан Недић је наложио министру народне привреде Милораду Недељковићу да посети Краљево и Крагујевац, који су највише страдали у бомбардовању од 22. јула.

#### 26. јул 1944.
Савезнички авиони су бомбардовали воз код тунела близу Ушћа. Познато је име једног страдалог железничког радника.

#### 9. август 1944.
У преподневним часовима је погођен воз на железничкој станици Матаруге. Познато је име једног преминулог путника. Истог дана је код села Адрана, на прузи Краљево-Чачак оштећена локомотива, а два бугарска војника су теже рањена. На истом пружном правцу, код села Горичани и Самаила рањени су машиновођа и ложач у нападу на путнички воз.

#### 11. август 1944.
Краљево је било бомбардовано током ноћи, коју су осветлиле светлеће бомбе са падобранима, тако да се видело као по дану. Ово је било прво бомбардовање самог града. Знајући за бомбардовање Београда и Ниша део Краљевчана је почео да бежи ка суседним селима, како би се склонили што даље од градског језгра и железничке станице. Према британским извештајима, бомбардовање је почело два сата након поноћи, а на Краљево је за свега неколико минута било бачено преко 100 тона бомби. Тог дана је била разорена Железничка радионица, а највише је страдао део града у њеној близини. Погођена је и католичка црква Светог Миховила, немачки магацин и објекти у његовој близини. У Грдици су била запаљена бурад са бензином. Ново време је забележило да је био погођен и Дом за избегличку децу у Матарушкој Бањи, али за то нема потврде у другим изворима. Ово је било најразорније савезничко бомбардовање Краљева у току 1944. године.

#### 1. септембар 1944.
Савезничка бомбардовања Краљева 1. и 2. септембра изведена су у оквиру операције Недеља пацова („Ratweak”). Ова операција је трајала између 1. и 7. септембара, а у оквиру ње су гађани циљеви како би се помогло напредовање НОВЈ. Првог дана септембра био је погођен железнички мост преко Западне Мораве код Камиџоре. У непосредној близини задатих мета, у Ратарском пољу, страдале су три особе. Краљево је било готово опустело, а скоро 80% становника је из града побегло у суседна села.

#### 2. септембар 1944.
Главна мета овог дана бомбардовања био је железнички чвор. Поново је бомбардован железнички мост код Камиџоре, али и железничка инфраструктура у Краљеву, Чибуковцу и Грдици, околним насељима. Овог дана је страдала и породична кућа краљевачког сликара Владислава Маржика, који је био и тешко рањен. Други товар бомби је био изручен западно од железничког чвора, највероватније дуж пута који води ка Јарчујку. Позната су имена 11 погинулих. Разарања у граду су била велика. Уништена је и зграда болнице, али је срећом сама болница још раније била измештена у Жичу, тако да осим материјалне штете није било људских жртава. Било је погођено и градско гробље, а кратер се видео још годинама. Нарочито су страдале зграде око Железничке радионице, као и приградска насеља која гравитирају ка Чибуковцу.

#### 19. септембар 1944.
Овог дана је поново био бомбардован железнички мост код Камиџоре. Он је био уништен претходним бомбардовањима, а 19. септембра је на привремени мост пало 50 тона бомби. Од 28 авиона, њих 21 је бомбардовало мост, а преосталих седам се вратило у базу због техничких проблема и несинхронизованости. Истог дана је 30 совјетско-бугарских авиона напало железничку станицу у Краљеву. Познато је име једног настрадалог цивила.

## Жртве
Главни извори за утврђивање броја жртава су протоколи умрлих свих краљевачких парохија Цркве Свете Тројице, као и Матица покојних Римокатоличког жупског уреда Св. Миховила у Краљеву. Иако је за жртве наведено само то да су преминуле током бомбардовања, на основу датума смрти се може закључити да су то жртве савезничког бомбардовања. Једино књиге умрлих у црквама у Врби, Чукојевцу и Самаилима наводе да су жртве страдале у англо-америчком бомбардовању. Део података пружа и документација Државне комисије за утврђивање злочина окупатора и његових помагача, записана сведочења пред НОО или општинском и среском комисијом за ратну штету у Краљеву и оставински предмети пред Среским судом у Краљеву. Међутим, грађани су се често устручавали да наведу да су штету претрпели од савезничке авијације, обично помињући само реч бомбардовање. Слично је и са Регистром стрељаних и погинулих од 1941. до 1945, који је саставио Градски НО у Краљеву. И у њему се обично помиње само бомбардовање, без прецизирања да се ради о савезничком бомбардовању.
До сада су поименично идентификоване 72 жртве савезничког бомбадовања. Највише жртава је било 11. августа - њих 46. Међу жртвама је и осморо деце, односно свака девета жртва је била млађа од 13 година. Седморо страдалих су били просветни радници, а десеторо њих су радили при железничком чвору Краљево. Од 64 особе за које је било могуће поуздано утврдити место рођења, само 20 њих је рођено у Краљеву или његовој околини. Овај податак није изненађујући када се у обзир узме шаренолика демографска слика Краљева, које је пре рата привукло велики број досељеника захваљујући Фабрици авиона и Железничкој радионици. Такође, у току рата је велики број избеглица нашао уточиште у граду на Ибру. О величини трагедије сведочи и то што је у бомбардовању нестало и више чланова једне породице: Барјактаревићи, Здравковићи, Ђорђевићи, Јовановићи, Раковићи, Пантовићи, Миладиновићи, Предићи...Након рата Комисији за ратну штету била је пријављена и ратна штета настала током савезничког бомбардовања Краљева, али није познато да ли је и у коликом износу она била исплаћена.

## Галерија
- Улица Војводе Путника након бомбардовања
- Рушевине након бомбардовања
- Штета начињена током бомбардовања (угао Обилићеве и Војводе Путника)
- Железничка станица уништена током Другог светског рата
- Срушени водоторањ на Грдичкој коси
- Бомбардовање железничког чвора у Краљеву
- Последице бомбардовања